# Franz Grundmann
Franz Grundmann (* 3. Oktober 1863 in Brettgrund bei Schatzlar / Prkenný Důl bei Žacléř; † 30. Juni 1921 in Schumburg a. d. Deese/Tanvald) war ein deutschböhmischer Aktivist der sozialdemokratischen Arbeiterbewegung in der Österreichisch-Ungarischen Monarchie und Arbeiter-Schriftsteller und -Dichter.

## Leben und Werk
Grundmann besuchte in Schumburg die Volksschule und zwei Klassen der Bürgerschule. Er wollte Lehrer werden, wurde aber aufgrund eines Spottgedichts über seine Lehrer von allen Schulen Österreich-Ungarns ausgeschlossen und absolvierte daraufhin eine Ausbildung zum Glasschleifer. Danach war er von 1884 bis 1885 in Österreich, Deutschland und der Schweiz auf der Walz. Von 1886 bis 1900 arbeitete er in seinem Beruf in verschiedenen Glasschleifereien, vor allem im Isergebirge. Für 1893 ist seine Tätigkeit bei J. Riedel in Unter-Polaun (heute Kořenov) und 1897 bei Hugo Neumann in Tiefenbach belegt. Als Sozialdemokrat und Gewerkschaftler betrieb Grundmann politische Arbeit unter den dortigen Glasarbeitern. Er war Arbeitervertreter in mehreren politisch-wirtschaftlichen Einrichtungen. Z. B. war im Nordböhmischen Volksboten vom 14. Mai 1887 zu lesen, dass er für die Wahlen zum Vorstand der Arbeiter-Unfallversicherungs-Anstalt in Prag kandidierte.
Grundmann war literarisch interessiert und über die zeitgenössische Literatur gut informiert. Er schmiedete Verse und schrieb kleine Erzählungen und Bühnenstücke, anfangs hochdeutsch, ab 1890 im Ostböhmischem Dialekt, die er zuweilen in lokalen Zeitungen veröffentlichen konnte, so 1893 das Drama Arnolds Heimkehr. Ein Lebensbild in Heft 1 der Monatsschrift für Volksbildung, Aufklärung und Unterhaltung Zeitschwingen oder unter dem Pseudonym Friedbert Walther am 27. Oktober 1898 Lumpen-Fritz. Eine Gestalt aus dem Isergebirge im Generalanzeiger für das Elbe- und Bielatal. Die Themen holte er aus der Lebenswelt und dem Denken der Glasarbeiter. Viele dieser Texte sind voller freundlicher Ironie. 1900, ein Jahr nach einem großen Aufstand der böhmischen Glasschleifer, thematisierte er in dem vieraktigen Schauspiel Schier-Naz den aufkeimenden organisierten Widerstand der Arbeiter in einem Dorf des Isergebirges.
Grundmann beschloss, das Schreiben zu seinem Beruf zu machen. 1899 gründete er in seinem Wohnort Unter Polaun Rübezahl, eine humoristische Zeitschrift „zur Pflege der nordböhmischen, schlesischen und mährischen Mundarten“. Bis 1905 war er deren Heraus-geber und bis 1908 weiter Redakteur. 1903 machte er eine besondere Ausgabe des Blatts für Deutschland, die sich der Pflege der schlesischen und nordböhmischen Mundarten widmete.
Als Autor benutzte Grundmann auch die weiteren Pseudonyme Schleiffer-Franzl und F. Dessendörfer.
Etwa für die Zeit seit dem Beginn des Ersten Weltkriegs fehlen Informationen zum Leben und Schaffen Grundmanns. Er dürfte aber als Staatsangehöriger Österreich-Ungarns am Krieg teilgenommen haben.
Manuskripte und Korrespondenzen Grundmanns befinden sich im Archiv der sozialen Demokratie der Friedrich-Ebert-Stiftung.
Die Komponistin Hilde Kocher-Klein vertonte 1963 Grundmanns Dichtung „Se tun jo ock so“.

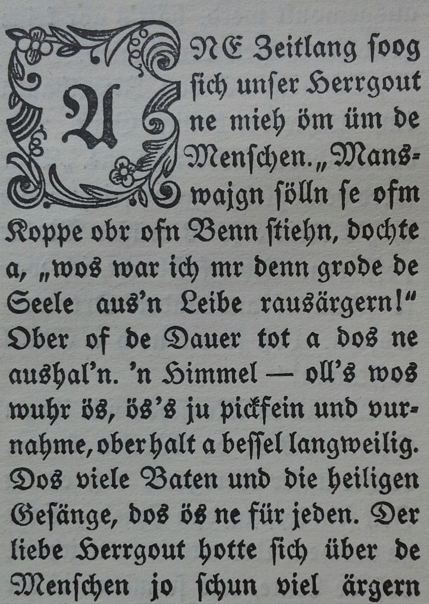
Textbeispiel aus Aus´m alen Testamente

## Zeitgenössische Rezeption
„… als nordböhmischer Dialectdichter weit umher bekannt und von allen Kennern hochgeschätzt als Schleifer aus´m Gebirge.“
Friedländer Wochenblatt, 11.12. 1887, S. 5

## Werke (unvollständig)

### Als Autor
- Aus ’em Gebirge. 1898 (Geschichten)
- Ein verlorener Sohn. Ein Bild aus dem Leben. A. Hoffmann, Berlin, 1898
- Schleifer-Seff’s Anton (Geschichte eines armen Schleiferkindes)
- Schier-Naz 1900 (Schauspiel in vier Akten)
- Edelwild. 1902 (Drama in einem Akt)
- Ollerhand Geschöchten un Tomheeten. Verlag von Alfred Devidé, Unter-Polaun (1902)
- Epistel an unsere Landsleute (1903)
- Aus´m Schleiferland. Verlag der Deutschen sozialdemokratischen Arbeiterpartei in der Tschechoslowakischen Republik, Prag, 1928 (Il-lustrationen von Richard Felgenhauer)

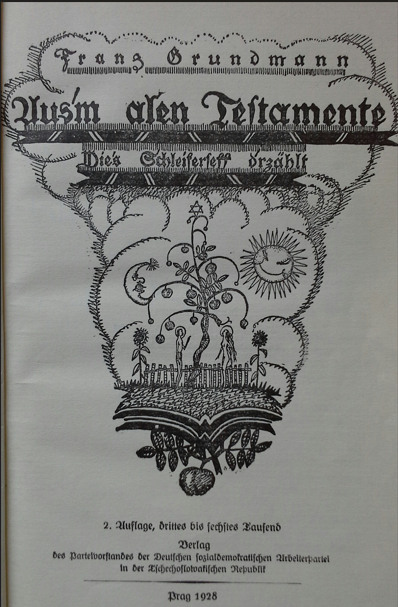
Aus´m alen Testamente.

- Aus´m alen Testamente.Aus´m alen Testamente. Wie´s Schleiferseff d´rzählt. Verlag der Deutschen sozialdemokratischen Arbeiterpartei in der Tschechoslowakischen Republik, Prag, 1909 (Illustrationen von Richard Felgenhauer)
- Der Schleiferstreik (Erzählung)
- Die Brautfahrt ins Tschechische (Schwänke)
- Hans Wurzelbrecher (Fastnachtspiel)

### Als Herausgeber
- Deutsche Worte. Eine Sammlung von Gedichten zu Gunsten des Fondes für den Bau des deutschen Theaters in Prag. Verlag Carl Konegen, Wien, 1884
- Annonce GrundmannsEin braver Junge. 1897

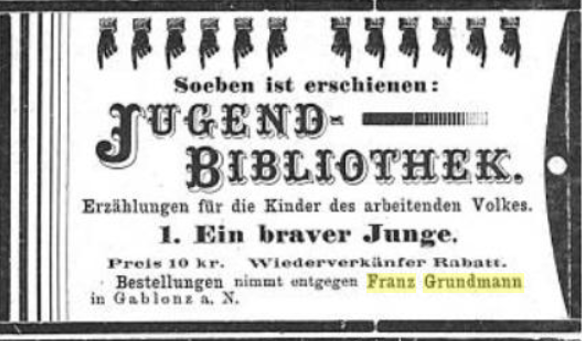
Annonce Grundmanns

- Hans Wurzelbrecher, der neue Abgeordnete und andere Geschichten und Schwänke. um 1902